# Westbatterij

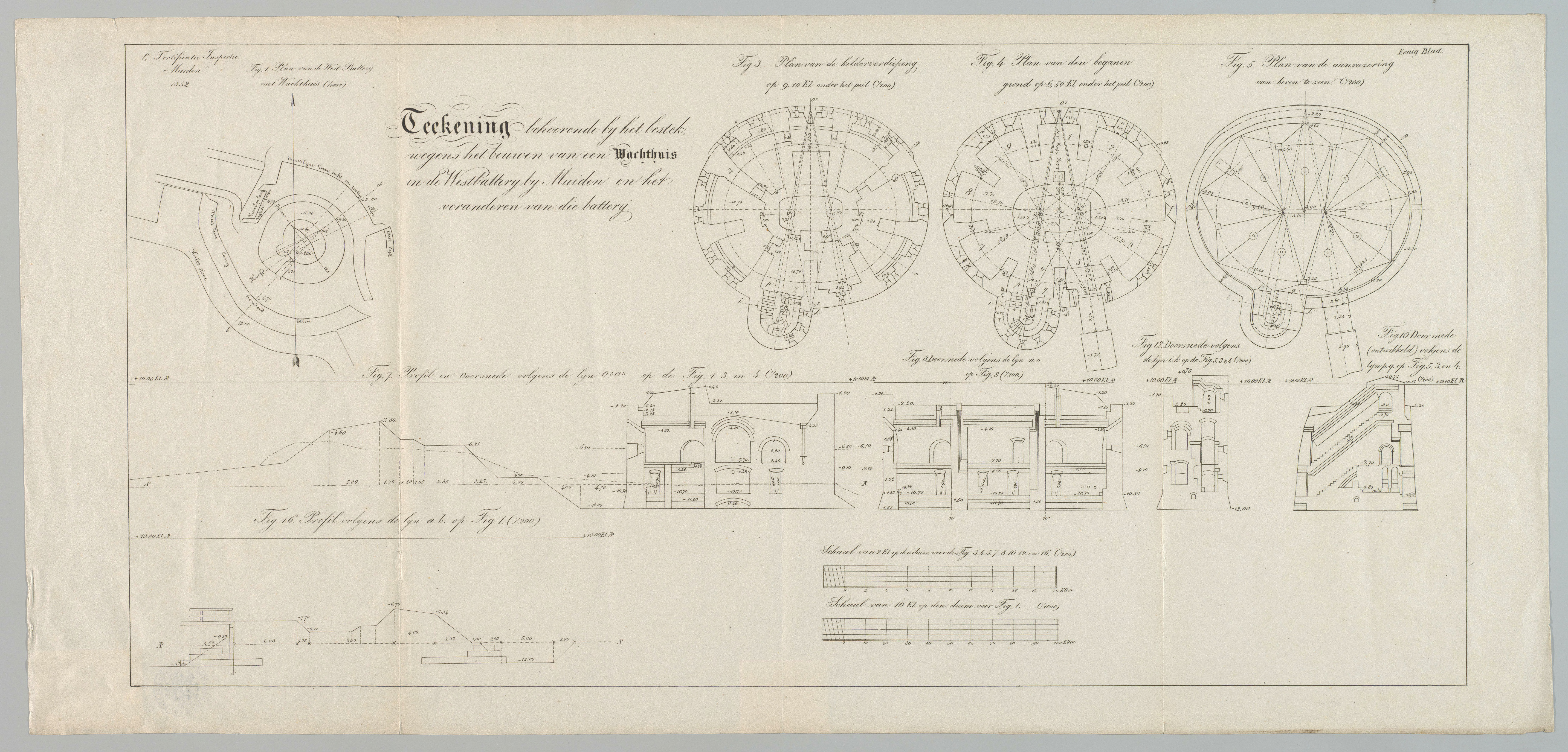
Tekeningen van de Westbatterij te Muiden uit 1852

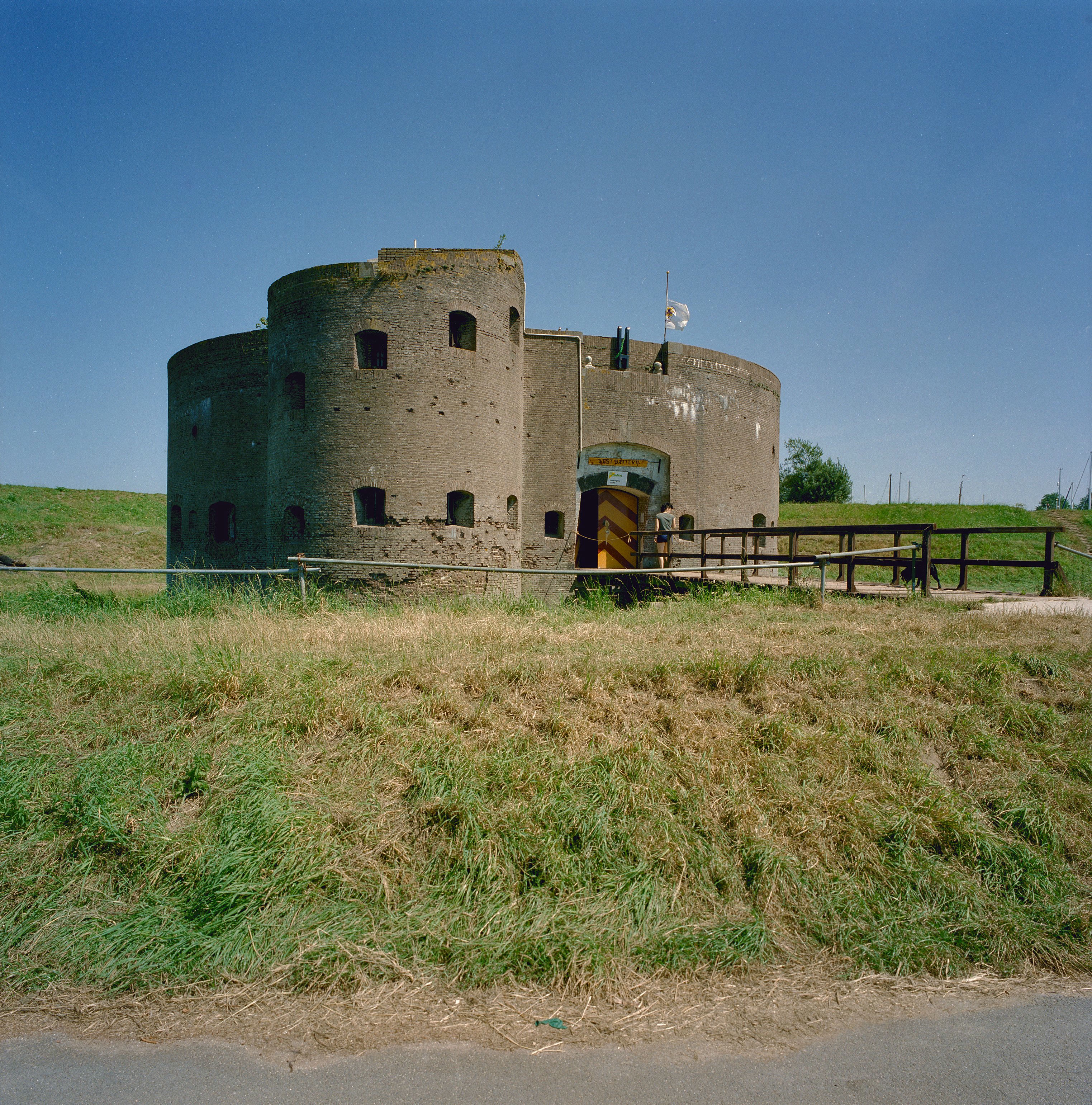
Achterzijde Westbatterij

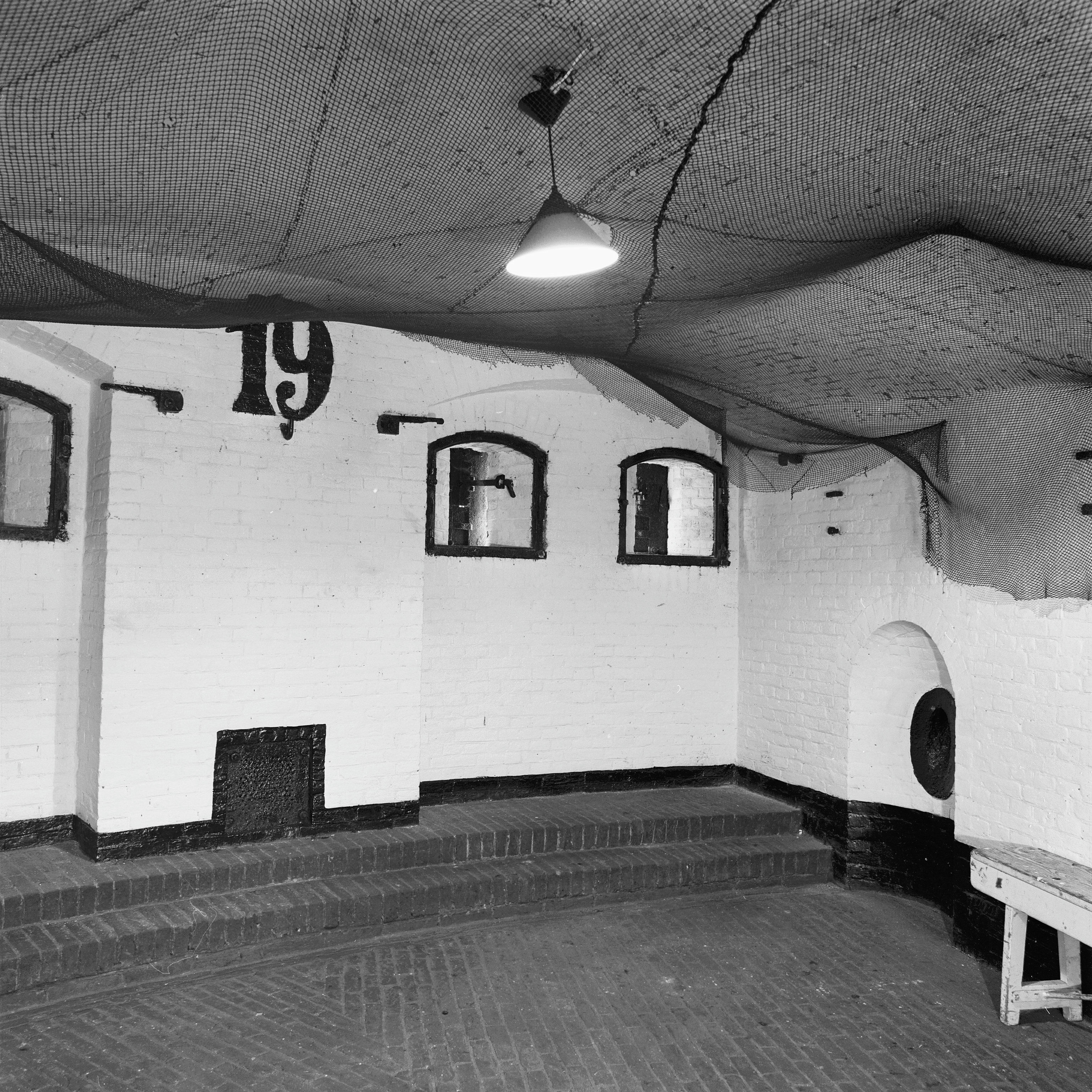
Interieur van de Westbatterij.

De Westbatterij ligt aan de westoever bij de monding van de Vecht in Muiden. In 1427 werd op deze plaats al een versterking aangebracht die in de loop der tijd verder is uitgebouwd. Vooral de bouw van de zeesluis en de introductie van inundatie als belangrijk hulpmiddel bij de verdediging van Nederland droegen in hoge mate bij aan de versterking van Muiden. In 1852 werd het huidige torenfort gebouwd, maar dit raakte al snel na oplevering militair verouderd. Na jaren van verval is het tegenwoordig een locatie voor een groep zeeverkenners.

## Kader
De Vesting Muiden, aan de monding van de Vecht, ligt op een militair strategische plaats. De zeesluizen, gebouwd in 1674, waren belangrijk als inlaat voor water uit de voormalige Zuiderzee voor inundatie van het achtergelegen gebied. De vesting was van oudsher vooral van belang als verdediging van de sluizen en werd daarom al in de tijd van de Oude Hollandse Waterlinie voorzien van aarden werken, onder meer in de nabijheid van het Muiderslot. In de 19e eeuw volgde verdere versterking met de zogenoemde Westbatterij, een torenfort uit 1852 en de caponnière (1875-1883), die later Muizenfort is genoemd.

## Geschiedenis
In 1799 werden aan weerszijden van de monding van de Vecht, bij Muiden aarden batterijen aangelegd. Hiervan lagen er twee aan de oostoever bij het Muiderslot en een aan de westoever, op de plaats van de huidige Westbatterij.
Het torenfort is gebouwd in 1850-1852 als onderdeel van de Nieuwe Hollandse Waterlinie. Het fort is niet perfect rond, maar ovaal met afmetingen van 19 × 22 meter en twee verdiepingen hoog. De muren zijn van gemetselde bakstenen; aan de zeezijde waren de muren dikker omdat vandaar het meest vijandige vuur werd verwacht. Het was omringd met een slotgracht van ongeveer acht meter breed en aan de landzijde voorzien van een houten ophaalbrug. Het fort moest de havenmond beveiligen en de Zeedijk flankeren.
Op de begane grond- en de kelderverdieping zijn elk negen overwelfde ruimten. Alle ruimten zijn aan de buitenzijde voorzien van een of meer schietgaten voor geschut of handvuurwapenen. De vertrekken zijn gegroepeerd om een ovaalvormige kern, het zogenaamde ringvertrek. De verblijfsruimten van de bemanning waren op de onderste verdieping, hier waren de slaapplaatsen, keuken, wasruimte en dergelijke. Onder de vloer was een waterkelder waarin het opgevangen regenwater werd opgeslagen. Op de grondverdieping, waar de ophaalbrug op aansloot, waren de geschutskamers en per kamer zijn er drie schietgaten. In 1868 werd het werk uitgebreid met een traptoren. De halfrondgaande gemetselde trap is de half-ovaalvormige uitbouw aan de zuidwestzijde van het fort. Het dak was bedekt met een laag grond. Oorspronkelijk was de Zuiderzeedijk lager waardoor het geschut, opgesteld op de grondverdieping, een vrij schootsveld had. Na een aantal dijkdoorbraken werden de dijken opgehoogd en daardoor verhuisde ook het geschut naar het dak.
Door de komst van de brisantgranaat in 1885 raakte het fort militair verouderd. De bakstenen muren zouden verpulveren onder de inslagen van de brisantgranaten. De introductie van nieuwe kanonnen met een getrokken loop, dat harder en trefzekerder schoot dan de oude kanonnen, werkte ook in het nadeel van de Westbatterij. Het fort werd niet meer aangepast tijdens een algemeen verbeterprogramma dat in 1880-1885 werd uitgevoerd al werd de toren deels bedekt met aarde om de kwetsbaarheid van de muren te reduceren. Andere aanpassingen bleven achterwege omdat Fort Pampus in 1895 gereed was gekomen en dit kon met de grote kanonnen ook de haventoegang en de zeesluis van Muiden met vuur bestrijken.
In 1892 werd de vestingstad Muiden organisatorisch aan de Nieuwe Hollandse Waterlinie onttrokken en bij de Stelling van Amsterdam gevoegd.
Het fort is tijdens de mobilisatie van de Eerste Wereldoorlog nog gebruikt. Het kreeg een bezetting van 84 man en werd vooral gebruikt als opslagruimte en als logies voor de troepen gelegerd in de vesting. Na deze oorlog raakte het snel buiten gebruik. In de Tweede Wereldoorlog heeft het geen rol gespeeld bij de verdediging van Nederland. Later in de oorlog heeft de Wehrmacht er nog luchtafweergeschut geplaatst.

## Gebruik sinds 1973
Vanaf 1973 maakt een zeeverkennersgroep gebruik van het fort. De aarde tegen de toren werd weggegraven door de Genie van het Nederlandse leger. In juni 1999 kocht de gemeente Muiden de Westbatterij voor ongeveer 200.000 gulden van Domeinen.